# マーレラ
マーレラ（マレラ、マルレラとも、学名：Marrella）は、約5億年前の古生代カンブリア紀に生息したマルレロモルフ類（Marrellomorpha, マルレラ形類、マルレラ類）の節足動物の一属。カナダのバージェス動物群で見つかった Marrella splendens（マルレラ・スプレンデンス）という1種のみによって知られる。

## 発見

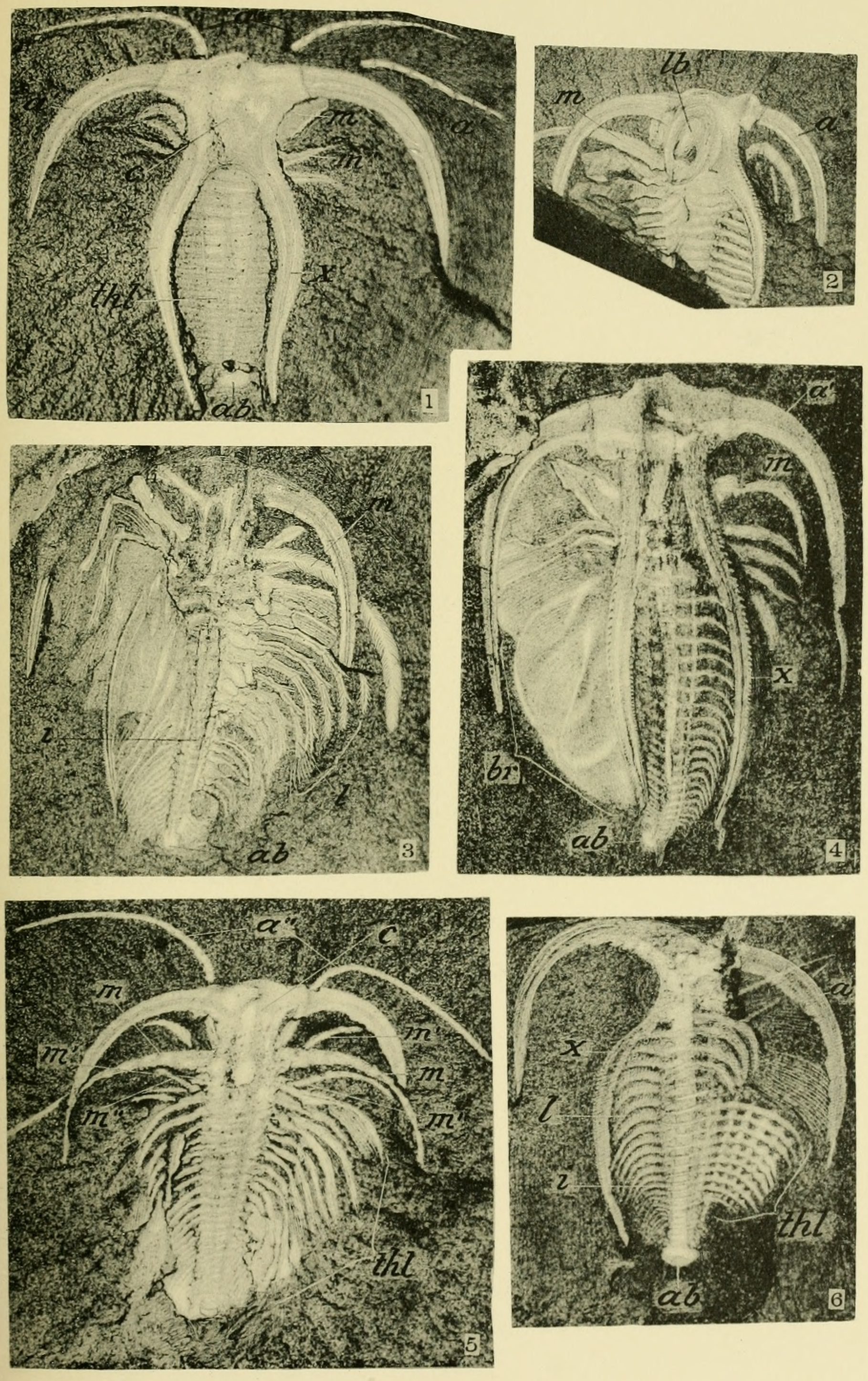
マーレラの化石

マーレラの化石は、当時スミソニアン協会の長官だったチャールズ・ウォルコット (Charles Doolittle Walcott) によって、1909年にカナダのブリティッシュコロンビア州で発見されたラーゲルシュテッテン（特に保存の良い化石産地を指す）バージェス頁岩から発見されたバージェス動物群の1つである。同じ堆積累層から産出した古生物の中でマーレラは化石が最も多く、1万を超えるほどの標本数が収集されている。そこで様々な姿勢で保存されている標本から、マーレラの立体的な復元が可能になった。脱皮する最中の化石も発見されており、これは節足動物の脱皮行動を直接的に証明する最古の化石記録の1つである。

## 形態

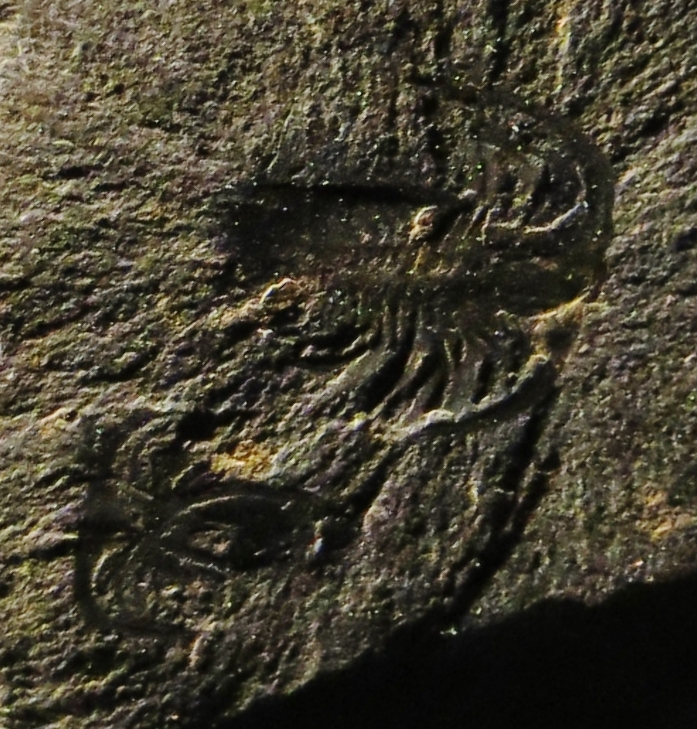
大小2匹のマーレラの化石
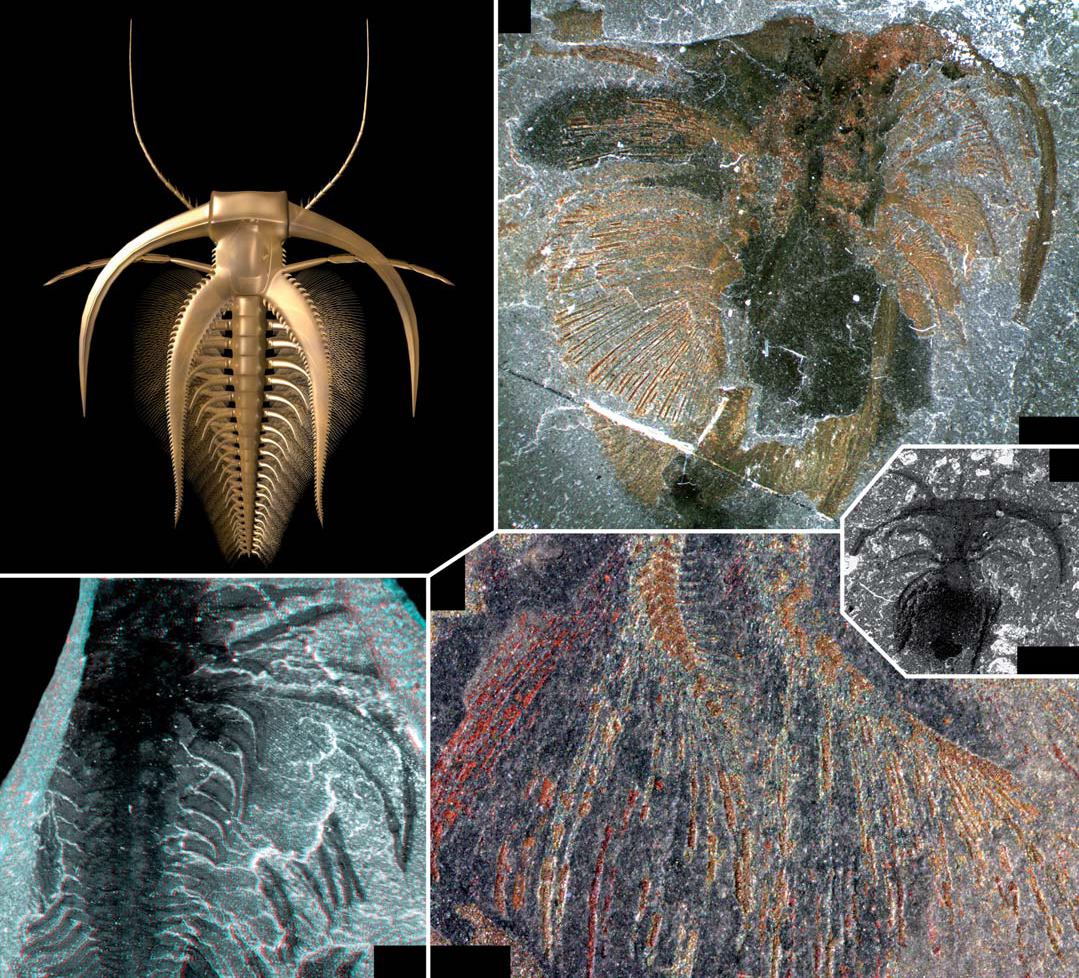
マーレラの復元図（左上）と化石。右下は外肢の細部を示す。

成長段階を表すと思われる様々な大きさの個体が発見され、その体長は2.4mmから24.5mmに及ぶ。他のマルレロモルフ類と同様、体は発達した突起物と特化した付属肢（関節肢）もつ頭部と、数多くの体節と二叉型の脚をもつ胴部に分かれる。

### 頭部
頭部（head, cephalon）は前後に縦長く、後方に湾曲した2対の大きな突起はその左右と後上方から張り出している。左右（外側）の突起は滑らかで、後上方（内側）の突起は鋸歯状の縁をもつ。かつては左右の突起の付け根に複眼があると考えられたが、その存在は否定的である。左右の突起には微細な溝が確認されており、これが構造色を示し虹色に輝いていたという説がある。しかしながら、少なくとも同研究で同じく微細な溝により構造色を示すとされたウィワクシアとカナディアにおいては、この溝はむしろ内部構造を示す可能性が高く、構造色の存在は疑問視されている。
頭部の腹面では1本の鉤状の突起を前に、と1対の棘を後ろに生えて、口は後者の間に開く。特化した2対の付属肢は頭部の左右に配置され、最初の1対は約30節に分かれた細長い触角である。次の1対は強大なオール状の第2付属肢で、触角の接続部の後上方から左右に張り出し、1節の長い柄部と両縁に剛毛が走る5つの平たい肢節で構成される。

### 胴部

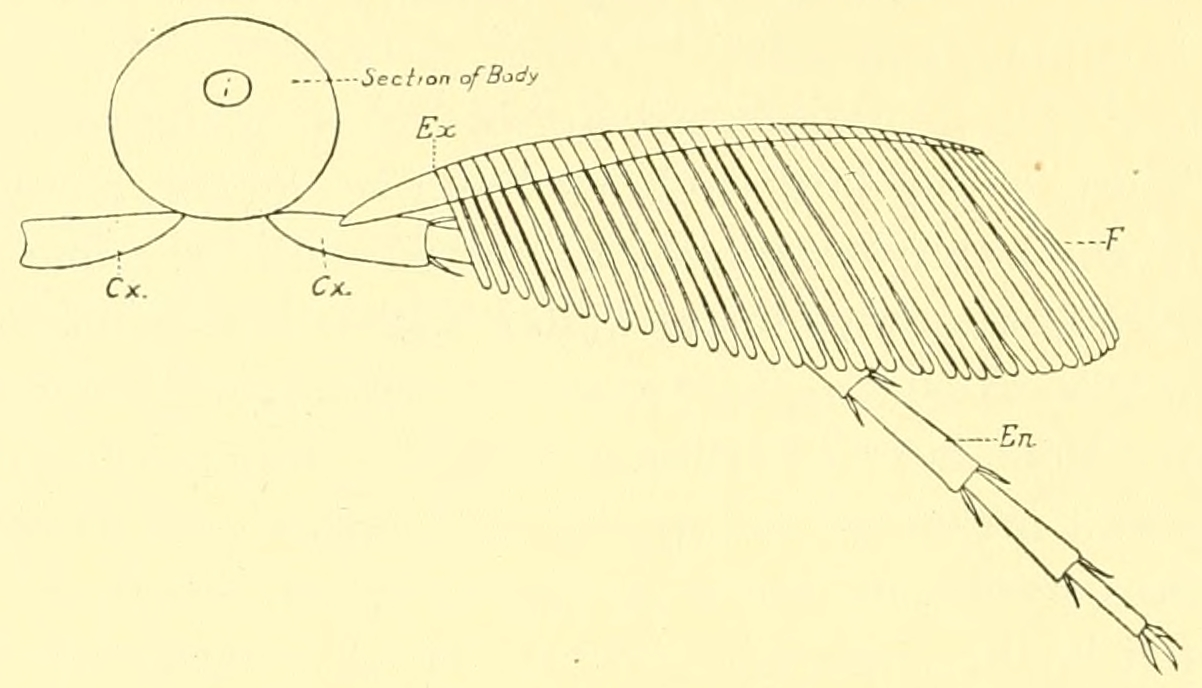
マーレラの胴部の断面復元

胴部（trunk）は長い円柱状で、体節は大きさによって小型の17節から通常の大型の26節以上あり、後方ほど細く、末端の尾節（telson）は小さく目立たない。各胴節に1対ずつ配置される脚は二叉型付属肢で、十数節の羽毛状の外肢（exopod）と6節の歩脚状の内肢（endopod）で構成される。基部の構造や外肢と内肢の接続部は不明瞭だが、少なくとも胴節との接続部は柔軟で、頑丈な顎基（gnathobase）はなかったことが分かる。脚は後方ほど短く、特に後方の十数対は内肢の各肢節の内側に丸い突起物がある。

### 内部構造
消化系と循環系が発見される。頭部にある消化管の前端は太い胃で、口の方向に合わせてUターンして折り返している。胴部の消化管は細長く、特に分岐（消化腺）はない。循環系は発達で消化管の背面に配置されており、頭部にある嚢状の心臓と、突起・付属肢・体節に入り込んだ動脈によって構成される。正中線の動脈は胴部以降で左右2本に分かれる。

## 生態

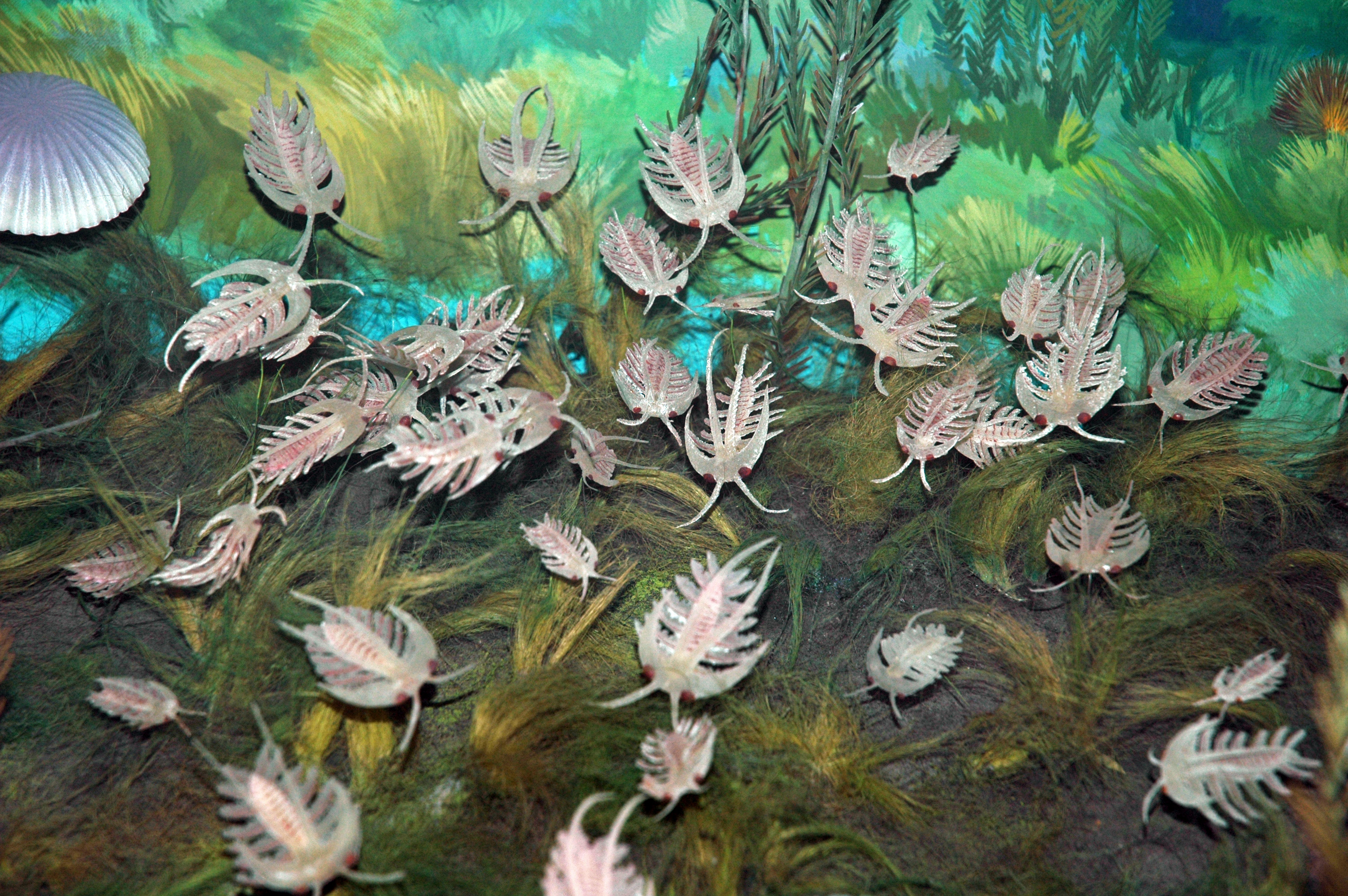
バージェス頁岩の海底を泳ぐマーレラの群れの生態復元模型（否定的な眼を造形された旧復元）

マーレラは遊泳性の動物（ネクトン）として広く認められ、群れで活動していた説も挙げられる。脚の外肢は鰓の役割を果たし、オール状の第2付属肢を前後に羽ばたいて海中を推進できた考えられる。海中の小動物や懸濁物を餌とし、泳ぎながら輪のように囲んだ脚の内肢てそれを集めていたと推測される。脱皮の際は頭部の前端から剥いて脱皮殻から抜き出している。

## 分類
マーレラは発見当初では甲殻類と考えられ、バージェシア（Burgessia）と共に鰓脚類と思われる経緯もあった。この考えは後に否定され、マーレラはマルレロモルフ類（Marrellomorpha）という独立群に分類されるようになった。マーレロモルフ類と他の節足動物の類縁関係は未だにはっきりしておらず、三葉虫などに近縁・大顎類に近縁・鋏角類に近縁・鋏角類と大顎類より基盤的な節足動物など、様々な系統仮説が提唱される。

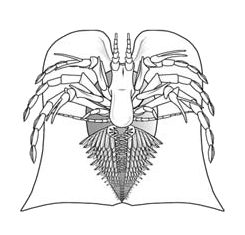
ヴァコニシア
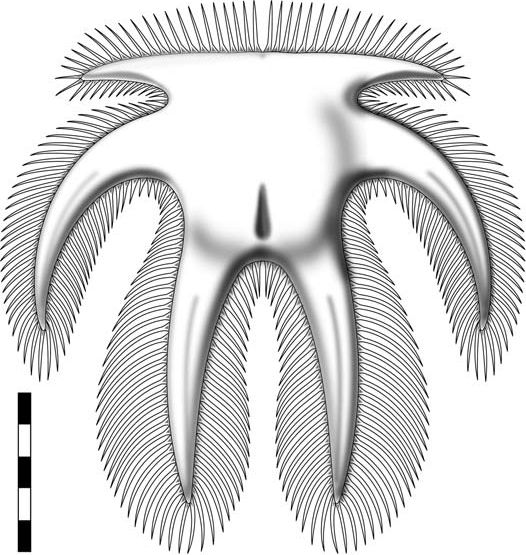
フルカ

マーレラと同じくマルレロモルフ類に分類される節足動物は、オルドビス紀に当たる Letná Formation から発見されたフルカ（Furca）、シルル紀に当たる Herefordshire Lagerstätte から発見されたキシロコリス（Xylokorys）、およびデボン紀に当たるフンスリュック粘板岩（Hunsrück Slate）から発見されたミメタスター（Mimetaster）やヴァコニシア（Vachonisia）など挙げられる。その中で、フルカとミメタスターを含んだミメタスター科（Mimetasteridae）はマーレラを含んだマーレラ科（Marrellidae）に近縁と考えられ、共にマーレラ目（Marrellida）に分類される。